# Ernst Rose (Germanist)
Ernst Andreas Gottlieb Rose (* 18. Juni 1899 in Sangerhausen, Deutsches Reich; † 1990 in Leesburg (Florida)) war ein US-amerikanischer Germanist und Hochschullehrer.

## Leben und Wirken
Ernst Rose stammte aus der preußischen Provinz Sachsen. Nach dem Schulabschluss studierte er und promovierte 1922 an der Universität Leipzig zum Dr. phil. Anfang Oktober 1922 wanderte er von Hamburg aus in die USA aus. Dort war er ab 1925 Instructor of German an der Columbia University of New York City. Von 1949 bis 1966 war er Professor für Deutsche Sprache und Literatur am Department of Germanic Languages and Literatures an der New Yorker Universität.

## Schriften (Auswahl)
- Albert Dulk als Dramatiker. Auf Grund der gedruckten Werke und des handschriftlichen Nachlasses. Leipzig 1922.
- (mit Charles Purin): Deutsche Kulturkunde. A cultural reader. Richmond 1928.
- Deutsche Dichtung unsrer Zeit. New York 1930.
- Geschichte der deutschen Dichtung auf kulturgeschichtlicher Grundlage. New York 1936.
- Flieszend Deutsch. Boston 1951.